# Lars Bernard
Lars Bernard  (* 1969 in Dortmund) ist ein deutscher Geoinformatiker. Seit 2015 ist er Professor für Geoinformatik an der Technischen Universität  Dresden und gehört als Prorektor Digitalisierung und Universitätsentwicklung seit 2025 zur Universitätsleitung.

## Leben
Nach dem Diplom in Geographie/Landschaftsökologie (1995) in Münster war er von 1995 bis 2001 wissenschaftlicher Mitarbeiter am Institut für Geoinformatik der Westfälischen Wilhelms-Universität Münster. Er promovierte 2001 in Geoinformatik mit summa cum laude zum Doktor der Naturwissenschaften; seine Arbeit trägt den Titel Integration von GIS und dynamischen Atmosphärenmodellen auf Basis interoperabler objektorientierter Komponenten. Anschließend war er von 2001 bis 2003 wissenschaftlicher Assistent und Gruppenleiter am Münsteraner Geoinformatikinstitut. Im Jahr 2003 vertrat er dort die Professur für Geoinformatik, von 2003 bis 2007 war er Wissenschaftsrat der Europäischen Kommission am Joint Research Center in Ispra.
Im Jahr 2007 übernahm Bernard die W2-Professor für Geoinformationssysteme an der TU Dresden. Seit 2015 ist er dort W3-Professor für Geoinformatik, von 2018 bis 2020 war er Dekan der Fakultät Umweltwissenschaften und von 2019 bis 2020 Sprecher des Bereichs Bau und Umwelt.
Im August 2020 wurde er unter Rektorin Ursula Staudinger zum Chief Officer Digitalisierung und Informationsmanagement der TU Dresden ernannt und gehörte damit dem Erweiterten Rektorat an. Seit 2025 ist Bernard als gewählter Prorektor Digitalisierung und Universitätsentwicklung Teil des Rektorats.

## Schriften (Auswahl)
- Integration von GIS und dynamischen Atmosphärenmodellen auf Basis interoperabler objektorientierter Komponenten. Solingen 2001, ISBN 3-927889-87-3.
- mit Anders Friis-Christensen und Hardy Pundt (Hg.): The European information society. Taking geoinformation science one step further. Berlin 2008, ISBN 3-540-78945-6.